# Planersgut
Planersgut ist ein Gemeindeteil der Kreisstadt Kronach im Landkreis Kronach (Oberfranken, Bayern).

## Geographie
Das Dorf ist im Wesentlichen eine Neubausiedlung, die in den 1980er Jahren entstanden ist. Es bildet mit Grundmühle im Osten und Hinterstöcken im Süden eine geschlossene Siedlung. Diese liegt am Fischbach, einem linken Zufluss der Rodach, und an der Kreisstraße KC 12, die nach Vogtendorf (1,3 km nordwestlich) bzw. nach Fischbach (1 km südöstlich) führt. Ein Wirtschaftsweg führt nach Allern (0,3 km nördlich).

## Geschichte
Gegen Ende des 18. Jahrhunderts gab es in Planersgut ein Anwesen. Das Hochgericht übte das Rittergut Fischbach in begrenztem Umfang aus. Es hatte ggf. an das bambergische Centamt Stadtsteinach auszuliefern. Die Grundherrschaft über die Fronsölde hatte das Rittergut Fischbach.
Mit dem Gemeindeedikt wurde Planersgut dem 1808 gebildeten Steuerdistrikt Fischbach und der 1818 gebildeten Ruralgemeinde Fischbach zugewiesen. Am 1. Mai 1978 wurde Planersgut im Zuge der Gebietsreform in Bayern in Weißenbrunn eingegliedert.

### Einwohnerentwicklung
| Jahr      | 001818 | 001861 | 001871 | 001885 | 001900 | 001925 | 001950 | 001961 | 001970 | 001987 |
| Einwohner |        | 12     | 9      | 6      | 8      | 9      | 5      | 4      | 4      | 68     |
| Häuser    | 1      |        |        | 1      | 1      | 1      | 1      | 1      |        | 19     |
| Quelle    | [ 5 ]  | [ 7 ]  | [ 8 ]  | [ 9 ]  | [ 10 ] | [ 11 ] | [ 12 ] | [ 13 ] | [ 14 ] | [ 1 ]  |

## Religion
Der Ort ist evangelisch-lutherisch geprägt und nach St. Jakobus (Fischbach) gepfarrt.